# Lycée français international Georges-Pompidou
Le lycée français international Georges-Pompidou (LFIGP) est un établissement scolaire français à l'étranger situé à Dubai et relevant de l’Agence pour l'enseignement français à l'étranger (AEFE). Son programme pédagogique est reconnu par le Ministère français de l’Éducation nationale.
Le lycée, créé en 1977, couvre les enseignements du primaire, du collège ainsi que du lycée (séries générales S, ES et L). Il propose aussi des parcours multilingues, des sections internationales (préparation du baccalauréat international), et des sections européennes.
Il accueille 2 848 élèves en 2019, provenant de 50 nationalités. 68 % des élèves sont de nationalité française.

## Implantations
L'établissement est implanté sur 4 sites :
- Dubai Academic City - primaire,
- Dubai Academic City - secondaire,
- Charjah,
- Dubai Oud Metha.

L’enseignement primaire est proposé sur les sites de Dubai Academic City (inauguré en 2014) ainsi que Charjah. Les enseignements du collège ainsi que du lycée sont dispensés uniquement sur le site d'Al Ruwayah à Dubai Academic City.
Il existe un transport scolaire assurant le déplacement des élèves du domicile à l’ensemble des 4 sites.

## Résultats
Le lycée a obtenu 99,4 % de réussite au baccalauréat 2020, avec 69 % de mentions, dont 23 % de mentions Très Bien. En 2024, il a été classé second meilleur établissement français de l'étranger au Moyen-Orient avec 42 % de mentions Très bien et 34 % de mention Bien. En 2025, il obtenait 100% de réussite avec 95,7 % de mentions, dont 42 % de mentions Très Bien